# Cryptome
Cryptome er en kontroversiel amerikansk webside af John Young. Den fungerer som et arkiv for informationer om og relateret til ytringsfriheden, kryptografi og overvågning.

## Eksterne henvisning
- Cryptome.org (engelsk) (filspejl Arkiveret 19. juli 2011 hos  Wayback Machine)
- Cartome.org
- Cryptome CN Arkiveret 27. april 2006 hos  Wayback Machine
- John Youngs personlige webside

| Internet | Spire Denne internet-relaterede artikel er en spire som bør udbygges. Du er velkommen til at hjælpe Wikipedia ved at udvide den. |